# Veiligheidscultuur

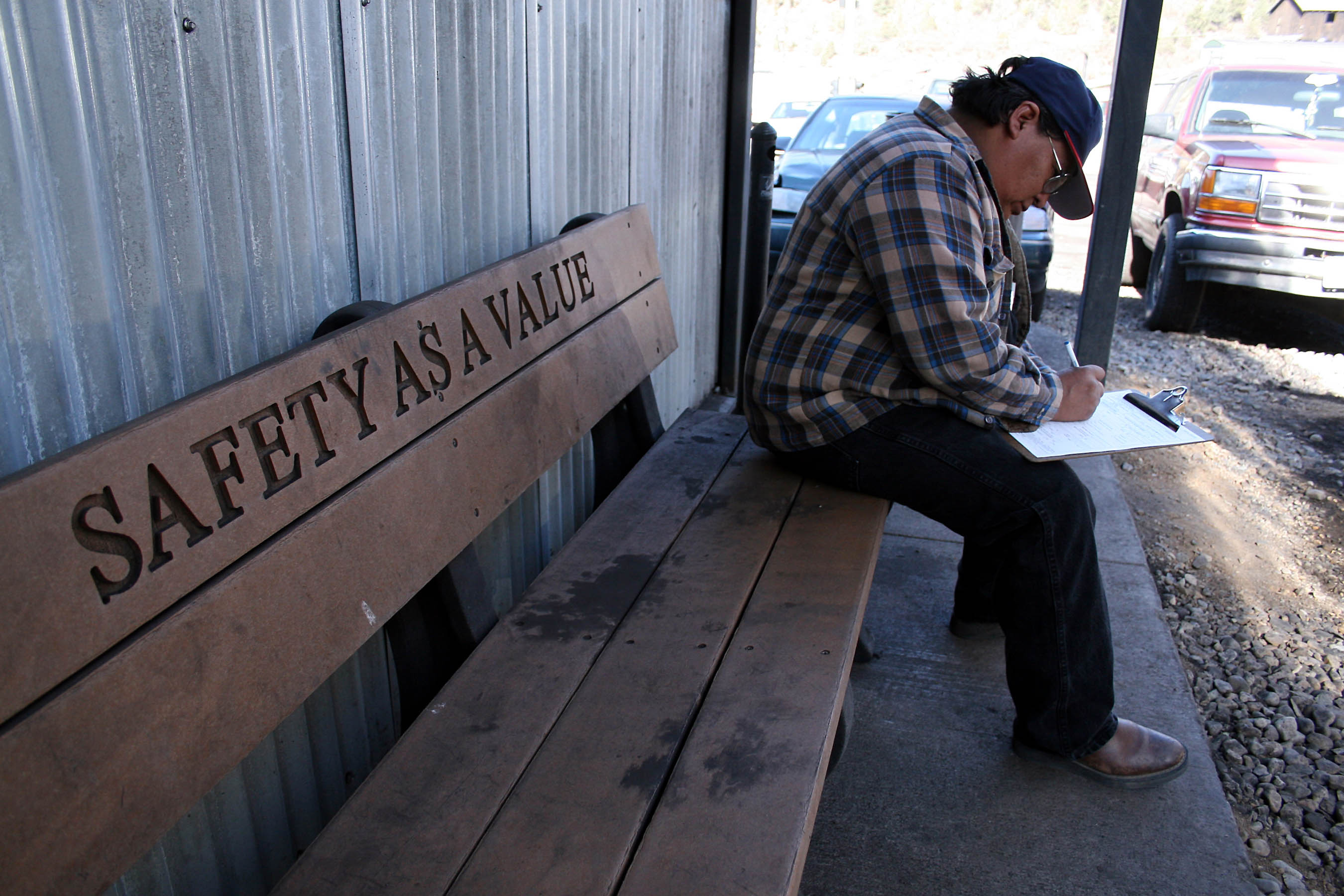
Op werkplekken waar er een positieve veiligheidscultuur heerst, zijn expliciete uitingen over de houding t.a.v. veiligheid veelal aanwezig

Het begrip veiligheidscultuur geeft aan hoe er met veiligheid wordt omgegaan in een organisatie. Beleid en procedures, maar bovenal ook attitudes en meningen maken deel uit van de veiligheidscultuur van een organisatie.
Vooral in de context van risicovolle installaties, zoals kerncentrales en boorplatformen, wordt dit begrip gebruikt. Rampen, zoals die in Tsjernobyl en met de Piper Alpha, leidden ertoe dat men meer ging nadenken over de omstandigheden waaronder dit soort rampen kan plaatsvinden. Het Engelse begrip safety culture werd dan ook voor het eerst gebruikt in 1988 in het rapport van de International Nuclear Safety Group (INSAG), een werkgroep binnen het Internationaal Atoomenergieagentschap, over de ramp in Tsjernobyl: ‘Summary Report on the Post-Accident Review Meeting on the Chernobyl Accident’.
Het is belangrijk dat een organisatie niet alleen een soort papieren veiligheidsbeleid heeft, maar dat veiligheid van personeel en betrokken buitenstaanders ook in de praktijk wordt gegarandeerd, dat zij zich bewust zijn van mogelijke gevaren op de werkplek en hoe deze voorkomen kunnen worden.